# Mamitch-Berdeï
Mamitch-Berdeï, dont l'année de naissance n'est pas connue, mort probablement en 1556 à Moscou) est un prince mari, personnage clé première guerre des Maris, entre 1552 et 1557. Grand propriétaire dans la région de Malaïa Kokchaga, il s'oppose à l'annexion du khanat de Kazan par le tsarat de Russie et à la politique d'Ivan le Terrible de prise de contrôle du territoire mari.

## Action
En 1552-1554 Mamitch-Berdeï commande un petit groupe de rebelles, et attaque des navires russes sur la Volga. En 1555, ses troupes atteignent plusieurs milliers de soldats. Il invite en 1555 le prince Аkhpol-bey de la horde Nogaï à recréer avec son appui le khanat de Kazan. Celui-ci, à la tête d'une troupe de 300 soldats, se refuse à aider les rebelles, et pille la population mari, et est par la suite abattu avec son entourage. 
Mamitch-Berdeï prend alors lui-même la direction des différents mouvements de peuples de la Volga cherchant à restaurer leur indépendance du tsarat de Russie. Vingt mille rebelles, Maris des prés, Tatars, et Oudmourtes sont alors sous son commandement. En mars 1556 il  tente de rallier les Maris de la montagne et les Tchouvaches, mais, trahi, il est capturé par Altych et 200 personnes de sa suite sont massacrées. Il est livré aux autorités russes et exécuté à Moscou.

## Descendants
Ses enfants gardent le contrôle de ses terres jusqu'au début de la deuxième guerre des Maris, de 1571 à 1574. Son fils Katchak (ru) est un des chefs de cette nouvelle révolte. Son petit-fils est Gian-Ghali.

## Postérité
Le sort de Mamitch-Berdeï est évoqué dans un roman de L. Iandakov. Un monument a été érigé son honneur près de Kougounour, dans le raïon d'Orchanka (ru), dans la république des Maris.